# Sant’Anna al Trivio (Nápoly)
A Sant’Anna al Trivio egy nápolyi templom, a történelmi városközponton kívül. A 19. században alapította egy nápolyi polgár, Nicola Pane, az 1859-ben elhunyt felesége emlékére. Az építész Filippo Botta volt. A tágas főhajóhoz kétoldalon egy-egy oldalkápolna csatlakozik. Belső díszítéseinek jelentősebb darabjai a Szent Anna életét ábrázoló festmények, valamint Nicola Pane feleségének szarkofágja. 